# Lelin-Lapujolle
Lelin-Lapujolle – miejscowość i gmina we Francji, w regionie Oksytania, w departamencie Gers.
Według danych na rok 1990 gminę zamieszkiwało 205 osób, a gęstość zaludnienia wynosiła 15 osób/km² (wśród 3020 gmin regionu Midi-Pireneje Lelin-Lapujolle plasuje się na 858. miejscu pod względem liczby ludności, natomiast pod względem powierzchni na miejscu 843.).